# Širakawa
Širakawa (japonsky: 白河天皇, Širakawa-tennó; 7. července 1053 – 24. července 1129) byl v pořadí 72. japonským císařem. Vládl od 18. ledna 1073 do 5. ledna 1087. Jeho vlastní jméno bylo Sadahito.

## Život
Širakawa byl synem císaře Go-Sandžóa. V době svého dětství měl se svým otcem velmi chladné vztahy. I proto bylo překvapivé, když jej v roce 1069 císař jmenoval korunním princem. V roce 1073 se Širakawa stal císařem. Po smrti svého otce se Širakawa snažil vládnout jako on.
Go-Sandžó si přál, aby později Širakawu na trůně vystřídal jeho mladší bratr. Ten ale zemřel na nemoc již v roce 1085. To císaři otevřelo cestu k tomu, aby jmenoval korunním princem svého syna Taruhita. V roce 1087 odešel Širakawa do kláštera a na jeho místo nastoupil jeho syn, který začal panovat pod jménem Horikawa. Ve skutečnosti ale v zemi stále držel moc Širakawa. Tento způsob vlády vešel ve známost jako klášterní vláda. Když se Horikawa stal plnoletým, měl mu otec dát plnou moc, ten tak ale neučinil a dál vládl jako autokrat. V roce 1096 vstoupil do kláštera pod jménem Júkan, ale to mu nebránilo v tom, aby pokračoval ve své klášterní vládě. V tomto způsobu panování setrval až do své smrti v roce 1129.

## Potomci
- princ Acufumi
- princ Kakugjó (stal se buddhistickým knězem)
- princ Taruhito (císař Horikawa)
- princezna Džunki
- další synové a dcery, jména nejsou známa

Ještě existuje teorie, že Širakawa byl skutečným otcem císaře Sutokua, který byl, jak se předpokládá, synem císaře Toby.

## Éry císařovy vlády
- Enkjú
- Džóhó
- Džórjaku
- Eihó
- Ótoku